# 洪水予報
洪水予報（こうずいよほう、英語: flood forecast）は、気象庁が一般向けの注意報・警報として発表する洪水注意報や洪水警報とは別に、個別の河川について指定された流域を対象に発表される予報である。正式には指定河川洪水予報（していかせんこうずいよほう）、または共同洪水予報（きょうどうこうずいよほう）と呼ばれる。
実際の予報作業においては、河川管理者（国土交通省または都道府県）が対象河川の水位や水門等の水防施設の状況を担当の地方気象台等に提供し、ここで今後短時間の流域の降水量予測等の気象情報を加味して対象河川の水位・流量を定量的に予測し、もって洪水の発生のおそれや氾濫の広がり（一部の河川のみ）による災害に対する警戒の情報としている。

## 概要
一級河川については、国土交通省と気象庁が共同で発表しており、1955年（昭和30年）に水防法及び気象業務法の規定が整備・施行された当初は利根川、木曽川など14河川のみを対象としていたが、現在では200河川近くにまで拡大している。
二級河川については、都道府県と気象庁が共同で発表しており、2002年（平成14年）5月31日より開始された。本来は都市水害対策の強化を主な目的として2001年（平成13年）の水防法及び気象業務法の改正により整備された制度だが、対象河川・流域は、都市部に限らず、順次拡大されている。
対象河川・流域は、気象庁と河川管理者との調整を経て指定され、官報や都道府県公報などで発表される。また、各防災機関や報道機関、住民などへの伝達は、気象庁と河川管理者とが協定に基づいて分担することとなっている。
2007年（平成19年）4月19日より一級河川において発表内容（水位の表現等）が変更された。二級河川についても、同年度以降に順次変更された。
2010年（平成22年）5月27日より気象注意報・警報が市町村単位で発表されることに伴い、指定河川のどこかではん濫が発生した場合に6時間以内に浸水が予想される市町村を対象に、はん濫注意情報が発表された場合は洪水注意報または洪水警報を、はん濫警戒情報またははん濫危険情報が発表された場合は洪水警報が発表される。

## 洪水予報に伴う法令
- 一級河川 - 水防法第10条第2項及び気象業務法第14条の2第2項
- 二級河川 - 水防法第11条及び気象業務法第14条の2第3項

## 情報の種類
洪水予報の種類（レベル）と対応する河川の水位、各レベルでとるべき避難などの行動の目安は以下の通り。
| 河川の水位        | 河川の水位     | 洪水予報       | 洪水予報 | 洪水予報 | 防災情報の 警戒レベル |
| 水位危険度 レベル | 水位の名称     | 洪水予報の種類 | 洪水予報の基準                                                                                                 | 避難行動などの目安                                                                                               | 防災情報の 警戒レベル |
| ----------------- | -------------- | -------------- | --- | --- | --------------------- |
| 5                 | (氾濫の発生)   | 氾濫発生情報   | 氾濫が発生した。                                                                                               | 氾濫水への最大限の警戒が必要。災害がすでに発生している状況であり、命を守る最善の行動をとる。                     | レベル5相当           |
| 5                 | (氾濫の発生)   | 氾濫危険情報   | 氾濫危険水位に到達した。                                                                                       | いつ氾濫してもおかしくない状態。避難するなど、氾濫に備えた対応が必要。市町村が「避難指示」を発令する目安。       | レベル4相当           |
| 4                 | 氾濫危険水位   | 氾濫危険情報   | 氾濫危険水位に到達した。                                                                                       | いつ氾濫してもおかしくない状態。避難するなど、氾濫に備えた対応が必要。市町村が「避難指示」を発令する目安。       | レベル4相当           |
| 4                 | 氾濫危険水位   | 氾濫警戒情報   | 一定時間後、氾濫危険水位に到達すると見込まれる。あるいは、避難判断水位に到達し、さらに水位の上昇が見込まれる。 | 高齢者等は避難しそれ以外は避難の準備をするなど、氾濫に備えた対応が必要。市町村が「高齢者等避難」を発令する目安。 | レベル3相当           |
| 3                 | 避難判断水位   | 氾濫警戒情報   | 一定時間後、氾濫危険水位に到達すると見込まれる。あるいは、避難判断水位に到達し、さらに水位の上昇が見込まれる。 | 高齢者等は避難しそれ以外は避難の準備をするなど、氾濫に備えた対応が必要。市町村が「高齢者等避難」を発令する目安。 | レベル3相当           |
| 3                 | 避難判断水位   | 氾濫注意情報   | 氾濫注意水位に到達し、さらに水位の上昇が見込まれる。                                                           | 氾濫に対する注意が必要。                                                                                         | レベル2相当           |
| 2                 | 氾濫注意水位   | 氾濫注意情報   | 氾濫注意水位に到達し、さらに水位の上昇が見込まれる。                                                           | 氾濫に対する注意が必要。                                                                                         | レベル2相当           |
| 2                 | 氾濫注意水位   | （発表なし）   | （発表なし）                                                                                                   | （発表なし） | （なし）              |
| 1                 | 水防団待機水位 | （発表なし）   | （発表なし）                                                                                                   | （発表なし） | （なし）              |
| （平常）          |                | （発表なし）   | （発表なし）                                                                                                   | （発表なし） | （なし）              |
|                   |                |                | | |                       |

なお、「氾濫注意情報」は洪水注意報に相当し、「氾濫警戒情報」以上は洪水警報に相当する。補足する情報として、洪水情報がある。

## 発表様式
洪水予報は以下の内容を組み合わせて文章形式で発表される。一部の河川では参考図がpdf形式で添付される。

### 表題
- 洪水予報のレベルを示す

### 見出し
- 洪水予報の内容を理解しやすくするために40文字以内の簡潔な注意警戒文を示す

### 発表内容
- 洪水注意報・警報の発表または切替、解除
- 洪水情報の発表

### 主文
- 洪水注意報・警報の切替
- 水位観測点において出水による注意・警戒の呼びかけ
- 水位観測点において警戒水位を下回り、引き続き十分な注意の呼びかけ、あるいは危険がなくなる

### 現況文
- 降り始めからの流域平均雨量
- 現在の1時間雨量
- 水位観測所における水位
- 水位観測所における水位の変化（急上昇中・上昇中・横ばい・下降）

### 予報文
- 雨の見通し（強まる・この状態が続く・弱まる）
- 流域平均雨量の予想
- 水位観測所における水位の予想とピーク時の高さとその時刻

### 注意事項
- 浸水の予想地域とその時刻
- 過去の洪水災害との比較

### 参考
- 水位観測所における堤防高、危険水位、警戒水位、平常水位

## 情報の改善
2022年6月13日より、氾濫危険情報については実況に基づく水位基準だけではなく、3時間以内に氾濫が起こる可能性がある水位に到達する見通しとなった場合には、予測に基づいた氾濫危険情報の発表も行うように運用を変更する。

## 河川水位に関する用語
| 水位危険度 レベル | 量水標の配色 例1/例2 | 水位の名称                                      | 過去の水位の名称 （2006年度（平成18年度）まで） |                                              | 基準値 例1 荒川 岩淵水門(上) | 基準値 例2 犀川 下菊橋 |
| 5                 | 赤 / (設定なし)      | ※氾濫が発生して以降、水位の上限なし             | ※氾濫が発生して以降、水位の上限なし             | (参考)堤防高A.P.+12.50m 計画高水位A.P.+8.57m | (参考)堤防高T.P.+4.70m       |                        |
| 5                 | 赤 / (設定なし)      | (氾濫の発生)                                    | （氾濫の発生）                                  | (参考)堤防高A.P.+12.50m 計画高水位A.P.+8.57m | (参考)堤防高T.P.+4.70m       |                        |
| 4                 | 赤 / 赤              | ※氾濫危険水位を超え、氾濫が発生するまで         | ※氾濫危険水位を超え、氾濫が発生するまで         | (参考)堤防高A.P.+12.50m 計画高水位A.P.+8.57m | (参考)堤防高T.P.+4.70m       |                        |
| 4                 | 赤 / 赤              | 氾濫危険水位                                    | 危険水位                                        | A.P.+7.70m                                   | T.P.+2.80m                   |                        |
| 3                 | 橙 / 赤              | ※避難判断水位を超え、氾濫危険水位に達するまで   | ※避難判断水位を超え、氾濫危険水位に達するまで   |                                              |                              |                        |
| 3                 | 橙 / 赤              | 避難判断水位                                    | 特別警戒水位                                    | A.P.+6.50m                                   | T.P.+2.60m                   |                        |
| 2                 | 黄 / 黄              | ※氾濫注意水位を超え、避難判断水位に達するまで   | ※氾濫注意水位を超え、避難判断水位に達するまで   |                                              |                              |                        |
| 2                 | 黄 / 黄              | 氾濫注意水位                                    | 警戒水位                                        | A.P.+4.10m                                   | T.P.+2.50m                   |                        |
| 1                 | 白 / 白              | ※水防団待機水位を超え、氾濫注意水位に達するまで | ※水防団待機水位を超え、氾濫注意水位に達するまで |                                              |                              |                        |
| 1                 | 白 / 白              | 水防団待機水位                                  | 通報水位、指定水位                              | A.P.+3.00m                                   | T.P.+1.90m                   |                        |
| （なし）          | （なし）             | （平常）                                        | （平常）                                        | (参考)2007-2009 年平均水位A.P.+1.30m         |                              |                        |

## その他の水防活動関係の情報
気象庁は、水防活動用気象注意報・警報、水防活動用高潮注意報・警報及び水防活動用洪水注意報・警報として、特に河川管理者等の防災機関に提供するための予報・警報を行うこととされている（気象業務法第14条第1項）。ただし、実際の予報作業では、一般向けの同種の注意報・警報を転用してこれらにあてており、水防活動用としての差別化は、関係機関への伝達を厳重に行うことのみによっている。
国土交通省または都道府県知事は、河川管理者として、単独で水防警報を行う（水防法第16条）。これは、河川が所定の水位に達したことをもって水防団などの防災機関の出動の契機とするためのものであり、予報としての性格はない。